# Bannwil
Bannwil is een gemeente en plaats in het Zwitserse kanton Bern, en maakt deel uit van het district Oberaargau.
Bannwil telt 691 inwoners.